# Pecný
Pecný (również Pecny; historyczna nazwa niem. Backofen Stein) – szczyt (góra) o wysokości 1334 m n.p.m. (podawana jest też wysokość 1328 m n.p.m. , 1329 m n.p.m. , 1330 m n.p.m., 1330,4 m n.p.m.  lub 1334,0 m n.p.m. ) w paśmie górskim Wysokiego Jesionika (cz. Hrubý Jeseník), w północno-wschodnich Czechach, w Sudetach Wschodnich, na Morawach, w obrębie gminy Vernířovice, oddalony o około 7,6 km na południowy zachód od szczytu góry Pradziad (cz. Praděd), leżący na jego głównym grzbiecie (grzebieniu), pomiędzy szczytami Břidličná hora i Pec. Rozległość góry (powierzchnia stoków) szacowana jest na około 5,9 km², a średnie nachylenie wszystkich stoków wynosi około 14°.

## Charakterystyka

### Lokalizacja

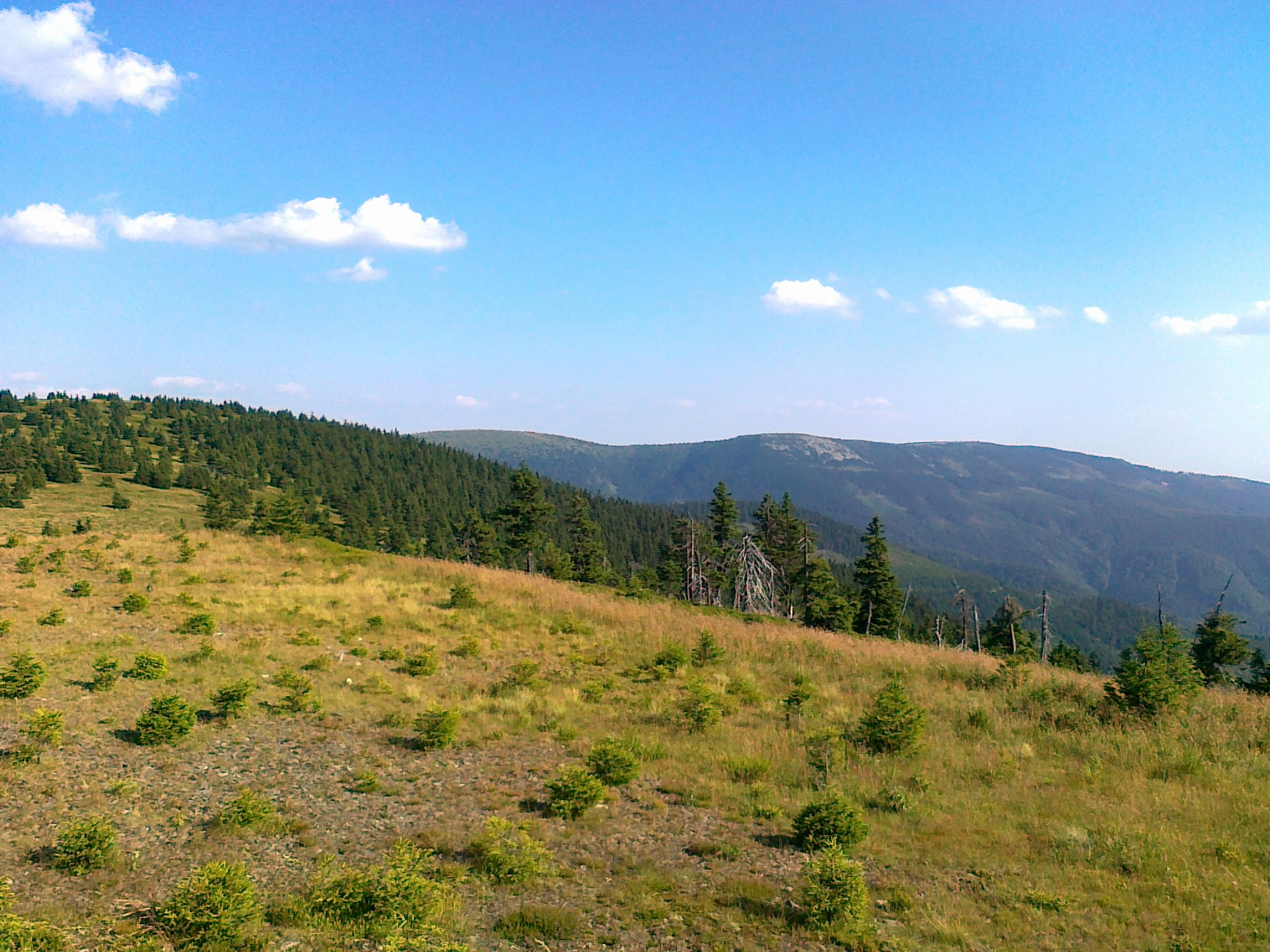
Widok z dolnej drogi wokół góry Dlouhé stráně na przełęcz Pláň oraz na szczyty gór: Vřesník, Jelení hřbet, Břidličná hora i Pecný (poniżej szczyt Homole) (2012 rok)

Góra Pecný położona jest w południowym rejonie całego pasma Wysokiego Jesionika, leżąca w części Wysokiego Jesionika, w południowo-zachodnim obszarze (mikroregionu) o nazwie Masyw Pradziada (cz. Pradědská hornatina) oraz usytuowana na jego grzbiecie głównym (grzebieniu), ciągnącym się od przełęczy Červenohorské sedlo do przełęczy Skřítek. Góra od zachodu znajduje się przy granicy z sąsiednim pasmem o nazwie Hanušovická vrchovina. Szczyt Pecný, leżący niemalże na końcu tego grzbietu, około 3 km na północny wschód od przełęczy Skřítek jest z daleka słabo rozpoznawalny. Niewidoczny z drogi okalającej połać szczytową góry Pradziad, bo przysłonięty górą Břidličná hora, a z innego charakterystycznego punktu widokowego – z drogi okalającej szczyt góry Dlouhé stráně można go ledwie dostrzec i rozpoznać po skalisku wystającym na szczycie.
Górę ograniczają: od północy przełęcz o wysokości 1313 m n.p.m. w kierunku szczytu Břidličná hora, od wschodu dolina potoku o nazwie Podolský potok, od południa przełęcz o wysokości 1308 m n.p.m. w kierunku szczytu Pec, od południowego zachodu dolina potoku Ztracený potok (graniczny potok z pasmem o nazwie Hanušovická vrchovina) oraz od północnego zachodu dolina potoku Merta. W otoczeniu góry znajdują się następujące szczyty: od północy Břidličná hora, od północnego wschodu Jelenka, od południa Pec, od południowego zachodu Svobodínská paseka–V (szczyt leży już w paśmie Hanušovická vrchovina) oraz od północnego zachodu Jestřábí vrch–JZ i Břidličná hora–SZ.   

### Stoki
W obrębie góry można wyróżnić trzy następujące zasadnicze stoki:
- południowo-wschodni
- zachodni
- północno-zachodni

Występują tu wszystkie typy zalesienia: bór świerkowy, las mieszany oraz las liściasty, przy czym istnieje zróżnicowanie zalesienia zależne od położenia i usytuowania stoku. Stok południowo-wschodni zalesiony jest borem świerkowym, przy czym przy połaci szczytowej tego stoku występuje pas kosodrzewiny, natomiast u podnóża kilkusetmetrowy bezleśny pas ciągnący się na kierunku północ – południe. Górne partie pozostałych stoków zalesione są borem świerkowym, ale z obniżaniem się wysokości stopniowo przechodzą w las liściaty i las mieszany. U podnóży stoku zachodniego przy zabudowie miejscowości Vernířovice oraz północno-zachodniego występują już łąki. Na stokach północno-zachodnim i zachodnim występują charakterystyczne pasmowe zmiany typu zalesienia, przerzedzenia oraz polany. Ponadto na stokach tych występują obszary pokryte gruzem skalnym. Na stoku zachodnim w odległości około 2,1 km od szczytu w kierunku północno-zachodnim, na wysokościach (880–970) m n.p.m., blisko niebieskiego szlaku rowerowego  występuje grupa skalna o nazwie Kočičí skalka ze ścianami dochodzącymi do wysokości 20 m oraz m.in. wieżami skalnymi. 
Stoki mają stosunkowo niejednolite i mało zróżnicowane nachylenia. Średnie nachylenie stoków waha się bowiem od 13° (stok zachodni) do 15° (stok południowo-wschodni i północno-zachodni). Średnie nachylenie wszystkich stoków góry (średnia ważona nachyleń stoków) wynosi około 14°. Maksymalne średnie nachylenie stoku zachodniego w pobliżu płynącego potoku Ztracený potok na odcinku 50 m nie przekracza 45°. Stoki pokryte są nielicznymi szlakami turystycznymi, siecią na ogół nieoznakowanych dróg oraz ścieżek. Przemierzając je zaleca się korzystanie ze szczegółowych map, z uwagi na zawiłości ich przebiegu, zalesienie oraz zorientowanie w terenie.

### Szczyt

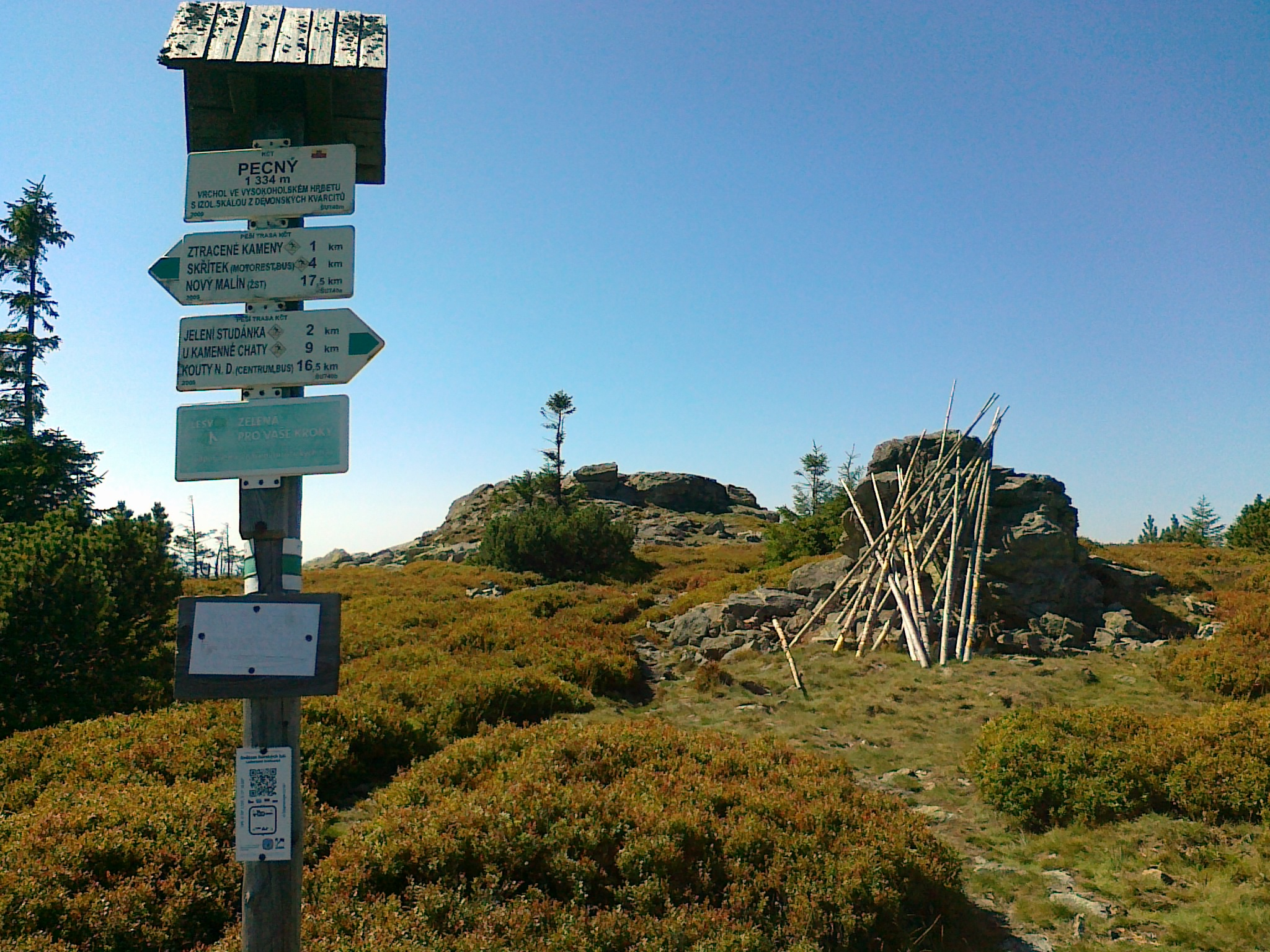
Widok z przystanku turystycznego o nazwie Pecný na skaliska na szczycie góry Pecný (2017 rok)

Na szczycie góry znajduje się odkryte, izolowane skalisko z białego, dewońskiego kwarcytu, o przybliżonych wymiarach (długość × szerokość = 23 × 12) m i wysokości około 4 m. Skalisko to, na które można swobodnie wejść jest punktem widokowym. Przez górę w odległości około 40 m na południowy wschód od szczytu przebiega ścieżka główna, na której wytyczono zielony szlak turystyczny , przy którym znajduje się przystanek turystyczny o nazwie Pecný, z podaną na tablicy informacyjnej wysokością 1334 m. Pomiędzy ścieżką główną a skaliskiem szczytowym znajduje się nieco niższe skalisko. Na połaci szczytowej nie ma punktu geodezyjnego z określoną wysokością. Na podstawie szczegółowej mapy Państwowego urzędu geodezyjnego o nazwie (cz. Český úřad zeměměřický a katastrální (CÚZK)) najwyższy punkt góry (skalisko szczytowe) ma wysokość 1333,6 m n.p.m. oraz współrzędne geograficzne (50°01′18,91″N 17°10′53,79″E/50,021919 17,181608). Zgodnie z piętrowym układem stref klimatyczno-roślinnych na połaci szczytowej dominują hale wysokogórskie, pokryte łąką z bardzo popularną m.in. borówką czarną oraz łanami kosodrzewiny. Występują tu podobnie jak na sąsiedniej górze Břidličná hora terasy krioplanacyjne i gleby poligonalne.

### Geologia
Pod względem geologicznym góra Pecný należy do jednostki określanej jako warstwy vrbneńskie i zbudowana jest ze skał metamorficznych, głównie z: łupków metamorficznych, fyllonitów, gnejsów, blasto-mylonitów, amfibolitów, fyllitów (biotytów, muskowitów i chlorytów) i kwarcytu oraz skał magmowych, głównie meta-granitów i meta-granitoidów.

### Wody
Grzbiet główny (grzebień) góry Pradziad, biegnący od przełęczy Skřítek do przełęczy Červenohorské sedlo oraz dalej do przełęczy Ramzovskiej (cz. Ramzovské sedlo) jest częścią granicy Wielkiego Europejskiego Działu Wodnego, dzielącej zlewiska Morza Bałtyckiego i Morza Czarnego . 
Góra leży na tej granicy, na zlewiskach Morza Bałtyckiego (dorzecze Odry) na stoku południowo-wschodnim oraz Morza Czarnego (dorzecze Dunaju) na stokach: zachodnim i północno-zachodnim. Na stoku zachodnim ma swoje źródło potok Ztracený potok oraz na stoku północno-zachodnim krótkie, nienazwane potoki, będące dopływami potoku Merta. Ponadto u podnóża stoku zachodniego, w miejscowości Vernířovice znajduje się kilka różnej wielkości, owalnych stawów, z których największy ma przybliżoną średnicę około 50 m. Na potoku Ztracený potok, w odległości około 1,4 km na zachód od szczytu, na wysokościach około (690–880) m n.p.m. występuje kaskada o nazwie (cz. Vodopády Ztraceného potoka) złożona z czterech wodospadów o wysokościach odpowiednio (3,5; 2,5; 4 i 2) m oraz na stoku południowo-wschodnim, w odległości około 0,9 km na zachód od szczytu, na wysokości około 1115 m n.p.m. występuje inny nienazwany, niewielki wodospad.

## Ochrona przyrody
Połać szczytowa i znaczna część wszystkich stoków oprócz dolnych ich partii od wysokości mniej więcej (1100–1150) m n.p.m. w dół znajdują się w obrębie rezerwatu przyrody Břidličná (→ Ztracené skály), utworzonego 19 marca 2008 roku o powierzchni około 652 ha, będącego częścią wydzielonego obszaru objętego ochroną o nazwie Obszar Chronionego Krajobrazu Jesioniki (cz. Chráněná krajinná oblast (CHKO) Jeseníky), a utworzonego w celu ochrony utworów skalnych, ziemnych i roślinnych oraz rzadkich gatunków zwierząt. U podnóża stoku zachodniego, w miejscowości Vernířovice, przy stawie, na wysokości około 538 m n.p.m. znajduje się uznana w 1999 roku za pamiątkową lipa drobnolistna o nazwie (cz. Lípa u Ztraceného potoka) mająca około 500 lat, o wysokości około 20 m i obwodzie pnia około 843 cm.

### Ścieżki dydaktyczne
Wzdłuż grzbietu głównego wytyczono w 2009 roku ścieżkę dydaktyczną (cz. Naučná stezka Po hřebenech – světem horských luk) o długości 12 km na odcinku:
 Ovčárna – Skřítek (z 12 stanowiskami obserwacyjnymi na trasie)

## Turystyka
U podnóża stoku stoku zachodniego, w miejscowości Vernířovice znajduje się jedyny pensjonat położony na obszarze góry Pecný o nazwie Chalupa U potůčku, dysponujący 16 miejscami noclegowymi. W miejscowości tej oddalonej o około 3,5 km na północny zachód od szczytu znajduje się baza turystyczna z innymi pensjonatami. Ponadto w odległości około 3 km na południowy zachód od szczytu, koło przełęczy Skřítek, przy drodze nr 11 znajduje się restauracja Skřítek. Warto dodać, że do bazy hoteli górskich blisko góry Pradziad jest od szczytu około 7 km w kierunku północno-wschodnim. 

### Chaty łowieckie
Wokół góry na stokach przy ścieżkach, położone są dwie chaty, ale nie mają one charakteru typowych schronisk turystycznych, a które zalicza się do tzw. chat łowieckich. Dojście do nich jest trudne, wymaga posłużenia się szczegółowymi mapami.
| Chaty na stokach góry Pecný |               |                         |                          |                                               |
| Lp.                         | Chata         | Odległość od szczytu m  | Lokalizacja              | Współrzędne geograficzne                      |
| 1                           | Josefinka     | 770 na północny wschód  | stok południowo-wschodni | 50°01′30,1″N 17°11′30,1″E/50,025028 17,191694 |
| 2                           | Měsíční chata | 1350 na północny zachód | stok północno-zachodni   | 50°01′52,0″N 17°10′09,3″E/50,031111 17,169250 |

### Szlaki turystyczne
Klub Czeskich Turystów (cz. Klub Českých Turistů) wytyczył w obrębie góry dwa szlaki turystyczne na trasach:
 Skřítek – Ztracené skály – szczyt Ztracené kameny – szczyt Pec – szczyt Pecný – góra Břidličná hora – Jelení studánka – góra Jelení hřbet – przełęcz Sedlo nad Malým kotlem – góra Velký Máj – U Františkovy myslivny – góra Zámčisko–S – Zámčisko–SZ – U Kamenné chaty
 Skřítek – Ztracené skály – Zelené kameny – przełęcz Mravenčí sedlo – góra Jelenka – przełęcz Sedlo pod Jelení studánkou – Jelení studánka – góra Břidličná hora – Čertova stěna – góra Špičák – Vernířovice – Sobotín

### Szlaki rowerowe i trasy narciarskie
Na stokach wyznaczono dwa szlaki rowerowe na trasach: 
 Pod Ztracenými kameny – góra Pecný – góra Špičák – góra Jestřábí vrch – przełęcz Branka – góra Homole – góra Vřesník – Kozí hřbet – góra Čepel – Uhlířská cesta
 U Bochnerovy boudy – Pec – Ztracené kameny – Ztracené skály – Klepáčov – dolina potoku Ztracený potok – Vernířovice – dolina potoku Kamenný potok – Sedmidvory – góra Rudná hora – przełęcz Vlčí sedlo – góra Čepel – Pod Vlčím sedlem
W obrębie góry nie poprowadzono żadnej trasy narciarstwa zjazdowego. W okresach ośnieżenia wzdłuż szlaków turystycznych i rowerowych przebiegają trasy narciarstwa biegowego.
 Nad Karlovem – góra Klobouk – przełęcz Mravencovka – Jelenec – góra Jelenka – Alfrédka – góra Břidličná hora – góra Pecný – Zelené kameny – Skřitek